# Else Klink
Else Klink (Kabakada, Bismarck-archipel, 23 oktober 1907 – Köngen, 18 oktober 1994) is bekend geworden als vertegenwoordiger van de euritmie, de op aangeven van Rudolf Steiner ontwikkelde bewegingskunst.
Zij was de dochter van Hans August Lorenz Klink, een koloniaal ambtenaar in Morobe in het voormalige Duits Nieuw-Guinea, en de Polynesische danseres Nawaimba Ambo. Haar kindertijd bracht ze door aan de kust van de Stille Oceaan.
Om Else een goede opleiding te bezorgen, bracht haar vader haar in 1913 naar de bevriende familie Danneil in Freiburg im Breisgau, Duitsland. In 1917 stierven haar pleegouders. Anna Wolfhügel nam het kind op in haar eigen gezin. Haar man Max keerde in 1918 uit de oorlog terug. In 1919 nodigde hij Rudolf Steiner uit voor een voordracht;deze kwam samen met Marie Steiner bij de familie thuis. Dat was de eerste ontmoeting tussen Steiner en Else Klink: een kussengevecht in de kinderkamer. Steiner raadde aan om de kinderen euritmie-les te laten nemen bij Alice Fels, die in Freiburg cursussen gaf. 
In 1920 ging Max Wolfhügel les geven aan de Vrije School in Stuttgart. Klink kwam in de zesde klas en toen Rudolf Steiner een keer zelf lesgaf, viel haar euritmie hem op. Hij wilde haar een aangepast lesprogramma laten volgen, maar bij een sprong scheurde zij haar achillespees. Het gedwongen stilliggen deed haar beseffen dat ze de school wilde verlaten om een voltijds euritmie-studie te gaan volgen. Reeds in 1928 mocht ze haar kunnen op het toneel van het Goetheanum in Dornach ten toon spreiden. 
In Stuttgart werd een dansensemble naar haar vernoemd: het Else Klink Eurythmie Ensemble Stuttgart. Een van haar bekendste choreografieën is die van Mendelssohns Hebriden Ouverture.
- Gemeinsame Normdatei: 118800663
- International Standard Name Identifier: 0000 0000 8080 6231
- Library of Congress Control Number: n85277611
- Nederlandse Thesaurus van Auteursnamen: 313952574
- Virtual International Authority File: 808658
- WorldCat: E39PBJwp3JwHgV4P7vhp6Hwt8C